# Caecum laqueatum
Caecum laqueatum is een slakkensoort uit de familie van de Caecidae. De wetenschappelijke naam van de soort is voor het eerst geldig gepubliceerd in 1852 door C.B. Adams.